# Sozibius pennsylvanicus
Sozibius pennsylvanicus är en mångfotingart som beskrevs av Chamberlin 1922. Sozibius pennsylvanicus ingår i släktet Sozibius och familjen stenkrypare. Inga underarter finns listade i Catalogue of Life.